# امین (خلیفه)
ابوعبدالله محمد امین (نام کامل: محمد بن هارون بن محمد بن عبدالله بن محمد بن علی ابن عبدالله بن العباس) ششمین خلیفه عباسی بود. دوره خلافت وی از ۱۹۳ تا ۱۹۸ هجری قمری بود است.

## از ولادت تا خلافت
امین در شوال سال ۱۷۰ هجری، در رُصافه دیده به جهان گشود. تولد او شش ماه پس از برادرش مأمون بود. وی به دو کنیهٔ «أبو عبدالله» و «أبو موسی» معروف گشته، مادرش زبیده دختر جعفر بن منصور بود. از خصوصیات نسبی امین، هاشمی بودن پدر و مادرش است که در هیچ‌یک از خلفای بنی عباسی دیده نشده است.
سیوطی او را وصف کرده و می‌گوید: «از نظر چهره او یکی از زیباترین جوانان به‌شمار می‌رفت. او سفیدچهره و قدبلند و دارای قدرت و شجاعت بود، و گفته شده یکبار با دست خویش شیری را کشته است. وی فردی فصیح و بلیغ و ادیب بود ولی با وجود این اوصاف، فردی اسراف‌کار، سست‌رأی و بداندیشه بود و شایسته امارت و حکومت‌داری نبودی.»
وی در جایی دیگر از اسحاق موصلی نقل می‌کند، و می‌گوید: «خصلت‌هایی در امین جمع شده، که در هیچ‌کس دیگر جمع نشده بود؛ او زیباترین چهره را داشت و سخی‌ترین مردم بود، و از نظر پدری و مادری دارای شریف‌ترین نسب بود، ادبیاتش خوب بوده و آگاه به شعر بود، ولی خوشگذرانی بر او غلبه کرد.»
امین پنج سال بیشتر نداشت، که پدرش او را به‌عنوان ولیعهد خویش قرار داد، ناگفته نماند که مادرش زبیده، که دختر خاله/عموی هارون‌الرشید بود، گام اساسی را برای این امر گذاشته بود، وی از زنان بااستعداد و باهوش دوران خود شمرده می‌شد.
هارون الرشید سه فرزند خود امین و مأمون و قاسم را بترتیب ولیعهد خویش قرار داد و حکومت خویش را میان آنها تقسیم کرد، او در این تقسیم خراسان را به‌طور کامل در اختیار مأمون قرار داده و شبه جزیره را در اختیار قاسم و عراق را برای امین قرار داد.
وقتی هارون به خاطر بیماری در طوس وفات نمود، همهٔ قلمروی اسلامی بدون هیچ گونه خلاف، با امین بیعت کردند، اما مأمون در آن هنگام برای اجرای دستور پدرش یعنی دفع شورش در خراسان به سر می‌برد و از حضور در مراسم بیعت با امین عذر طلبید.

## فتنه‌ها و نا آرامی‌ها در دوران امین
دوران امین آکنده از فتنه‌ها و نا آرامی‌ها بود، هنگامی که بین او و برادرش مأمون فتنه و نزاع وجود داشت، آتش مخالفت‌ها و شورش‌ها در بلاد شام به وسیلهٔ «علی بن عبدالله بن خالد بن یزید بن معاویه» معروف به سفیانی شعله‌ور شد، او کسی بود، که مردم را به سوی خویش فرامی‌خواند، و پس از بیرون کردن عامل امین، دمشق را اشغال کرد، و چیزی نمانده بود تا ادعای استقلال کند.
امین برای دفع این شورش لشکری را به رهبری حسین بن علی بن عیسی بن ماهان به دمشق فرستاده، اما به خاطر نابسامانی‌های بغداد پیروزی چندانی حاصل نکرد، بدین صورت دمشق چند سال در اشغال به سر برد.

## وزرای امین و بزرگان حکومت در دوران وی
امین، «فضل بن ربیع» را وزیر دربار خویش قرار داده بود، او در سال ۱۹۶ هجری، هنگامی که پیروزی امین را در فتنه‌ها ضعیف دید، از دید عموم غایب شد. به غیر از او کسی دیگر به عنوان وزیر امین در کتب تاریخ نام برده نشده است.
اما از مردان مهمی که در دربار حکومتی امین نقش داشتند، و خلیفه بر آنها اعتماد کرده بود، می‌توان «عباس بن فضل بن ربیع» را نام برد، که مسئولیت دربانی خلیفه را برعهده داشت، همچنین «بکر بن معتمر» دیوان خاتم را اداره می‌کرد.
از دیگر مردان حکومتی در دوران امین، «علی بن عیسی بن ماهان» و «حسین بن علی بن عیسی» بود، که پدرش «علی بن عیسی» در جنگهای ضد طاهر بن حسین کشته شد، هر دوی آنها در وفاداری نسبت به امین ضعیف بودند، تا جایی که حسین بن علی بن عیسی چندین بار علیه خلیفه برگشته، و هر بار غدر و خیانت جدیدی پیاده می‌کرد. وی در پایان توسط سربازان امین دستگیر شد و او را به قتل رساندند.

## شکستن عهد پدری در تعیین ولیعهد
هارون الرشید در دوران حکومت خویش و به منظور تحکیم قدرت خلافت و پیشگیری از هرگونه مشکلات احتمالی در روند انتقال قدرت، سلسله تمهیداتی را در نظر گرفته و بر اساس آن سیستم جانشینی پیچیده‌ای طراحی کرد. بدین ترتیب، امین به عنوان جانشین هارون، پس از وی به خلافت می‌رسید و مأمون نیز به عنوان جانشین امین منصوب گشت و قاسم، فرزند دیگر هارون، جانشین مأمون شد. تمام این تصمیمات تبدیل به عهدنامه‌ای گشت که بر کعبه آویخته شد و به ایالات فرستاده شد، اما پس از مرگ هارون، امین با سلسله اقداماتی مأمون را تحت فشار قرار داد و مدتی پس از عزل قاسم، مأمون را از جانشینی عزل کرد و فرزند خود موسی را با لقب الناطق بالحق به عنوان جانشین خویش اعلام کرد که نامش را در خطبه، جایگزین نام مأمون ساختند. مأمون نیز در اقدامی متقابل هرگونه ارتباط با بغداد را قطع کرد و از فرمان‌ها امین سرپیچی کرد و به ستیزی آشکار با وی پرداخت که نتیجهٔ آن، درگیری نظامی میان دو برادر بود.

## سیرت امین، و نقد کتب تاریخ
یکی از عوامل ایجاد هرج و مرج، واگذاری تمامی امور به وزیران و مشاورانی مانند فضل بن ربیع از سوی امین بود، در حالی که خود از امور کناره گرفته بود و به تفریح و معاشرت با زنان و جمع‌آوری ثروت و طرب مشغول بود. امین در کنار ویژگی‌های برجسته همچون نسب هاشمی از سمت پدر و مادر و همچنین تربیت شایسته و توان جسمی، در امور حکومت و تصمیم‌گیری‌ها ناتوان و سست‌عنصر بود، که همین امر موجب می‌گشت تا صلاحیت خلافت از وی سلب شود. به علت وجود چنین ضعف‌هایی در امین، مخصوصاً در هنگام نبرد با طاهر، اطرافیانش که به آینده‌اش امیدی نداشتند، تدریجاً از اطرافش پراکنده می‌گشتند.
البته به خاطر روابط تیره‌ای که میان امین و مأمون استوار بوده، نمی‌توان به تاریخ‌نویسان پس از امین اعتماد کرد، چه بسا که این تواریخ در دوران مأمون نوشته شده، و او هم به خاطر توجیه قتل برادرش، چهرهٔ امین را زشت و نکوهیده جلوه داده باشد.
اما در بعضی از روایات دیگر که در مورد امین گفته شده است، مورخان در آن بر چنین خصلت‌هایی از امین اتفاق داشته، یا چنین چیزی از طریق افراد ثقه و مورد اعتماد نقل شده است.
مثلاً علاقه‌مند بودن امین به شکار، و پرداختن به خوشگذرانی، و ترک امور حکومتی، از جمله مواردی است که مورخان زیادی بر آن اتفاق دارند.
اما اتهام او به باده‌گساری که در برخی از کتب تاریخ روایت شده، نمی‌توان صحت آن را تأیید کرد، و اثبات آن امری سخت است.

## جنبش‌ها و فتوحات در دوران امین
در دوران خلافت امین جنگ‌هایی فراگیر با روم پیش نیامد. در این دوره روم نیز مانند مسلمانان سرگرم جنگ‌های داخلی بوده و هیچ‌یک از دو دولت آمادگی و توان نظامی برای جنگیدن را نداشتند.
در زمان به خلافت رسیدن امین، هنوز حرکت «رافع بن لیث» که شورشی علیه حکومت عباسیان شمرده می‌شد، استوار و پایدار بود، که در نهایت، هرثمه این حرکت را ضعیف کرده و رافع مجبور شد تا برای نجات خویش از مأمون طلب امان کند و مأمون نیز به او امان داده و او را بزرگ داشت.
اهل حمص بر عامل خویش اسحاق بن سلیمان که امین او را والی گردانده بود، شورش کرده و او نیز به شهر سلیمه انتقال پیدا کرد، امین نیز عبدالله بن سعید الحرشی به عافیه بن سلیمان به آنجا فرستاد و افراد متعددی از شهر حمص را که در این حرکت دست داشتند، به زندان افکند.
امارات موجود در عهد امین، همانی بود که در عهد پدرش وجود داشته و دولت خوارج صفریه و اباضیه کما کان در مکان خود استوار بوده، و أبو منصور یسع بن قاسم و عبدالوهاب بن عبدالرحمن بن رستم که از رئوس خوارج صفریه و اباضیه بودند، بر مناطق تحت اشغال خویش حکم‌رانی می‌کردند.
امویان نیز در اندلس امرشان قوت گرفته بود و حاکم وقت آنان در آن زمان هشام بن عبدالرحمن الداخل بود.
از طرف دیگر در قیروان دولت ابراهیم بن اغلب قوت گرفته بودند، که در سال ۱۹۵ هجری عمران بن خالد التمیمی علیه او شورش کرده اما این شورش به شکست انجامید و سرانجام در سال ۱۹۶ هجری ابراهیم بن اغلب وفات نموده و پسرش جانشین او شد.
به همین صورت امارات مستقل در عهد مأمون در جناح غربی دولت اسلامی پا بر جا بود ولی اغلب ولایات از شرق تا غرب تحت سیطرهٔ کارگزاران عباسیان بود، هر چند خوارج، و عمالشان در قیروان، دولت عباسی را در بغداد تهدید می‌کردند ولی دشمن اصلی عباسیان امویان شمرده می‌شدند که در بلاد اندلس رشد روزافزون یافته بودند.

## پایان کار امین
طاهر و هرثمه به وسیلهٔ لشکریانی که در اختیار داشتند، در سال ۱۹۷ هجری/۸۱۲ میلادی، به محاصرهٔ اطراف بغداد مشغول گشتند و با شدت بخشیدن به این محاصره، فشار را بر لشکریان امین افزون کردند. محاصرهٔ بغداد تا سال ۱۹۸ هجری/ ۸۱۳ میلادی، به صورت فرسایشی به درازا کشید تا در محرم همین سال، طاهر بر شدت حملات شدید خود افزود و محلات را یکی پس از دیگری فتح کرد و به لشکر دستور داد که برای فتح نهایی بغداد، حمله را آغاز نمایند و سرانجام بغداد، در همین زمان فتح گردید. امین با تعدادی از یاران خویش در مدینه‌المنصور مورد محاصره قرار گرفت و در فکر تسلیم شدن به هرثمه بود، اما یارانش پیشنهاد کردند که محاصره را شکسته و به جانب شام یا جزیره بگریزد و پس از تجدید قوا به مقابله با طاهر بپردازد، که مورد پذیرش امین قرار گرفت. اما طاهر با اطلاع از این تصمیم، با نگارش نامه‌ای به یاران امین، آنان را به واسطهٔ اموال و املاکشان تهدید کرد، که در نتیجهٔ آن افرادی مانند سلیمان بن منصور، محمد بن عیسی و سندی بن شاهک، دچار وحشت گشتند و با آوردن عذر و بهانه امین را از این تصمیم منصرف کردند و او را نسبت به تسلیم شدن به طاهر خوشبین ساختند. امین نیز در نامه‌ای با تحکم و آمرانه از طاهر خواست که او را به نزد مأمون ببرد تا او تصمیم نهایی را بگیرد. اما طاهر که به پیروزی خود و سرانجام امین واقف بود، با بی‌توجهی برخورد کرد و گفت که باید تسلیم حکم او گردد که البته روایت دیگری هم موجود است که امین این پیشنهاد را نپذیرفت. امین نیز از اهداف و امیال طاهر مطلع بود و تصمیم او را پیش‌بینی می‌کرد و از جهتی به علت وجود شایستگی‌های متعدد، متمایل بود که او را در خدمت داشته باشد، اما این‌گونه نشد.
امین پس از ناامیدی از جانب طاهر، به هرثمه بن اعین روی آورد. در نظر امین، هرثمه بهترین شخص برای تسلیم گشتن بود. او هرثمه را از موالی و خدمتگزاران خود و پدرش می‌دانست و به وفاداری‌اش نیز اطمینان داشت و در اثر شرایط پیش آمده، شناخت و اعتمادش نسبت به او فزونی یافته بود؛ بنابراین در نامه‌ای از هرثمه درخواست کمک و امان کرد. پنج شب مانده از محرم سال ۱۹۸ هجری/ ۸۱۳ میلادی، امین با وجود اخطار هرثمه به او دربارهٔ تأمین امنیتش و توصیه به تسلیم گشتنش در روز بعد برای محافظت از جانش، به علت جایز ندانستن هرگونه تعلل و تأخیر، از کاخ خود بیرون آمده و به اخطار هرثمه بی‌توجهی کرد. امین بر قایقی که برای او در کنار دجله آماده کرده‌بودند و هرثمه خود با آن به استقبال امین آمده بود، سوار شد. هرثمه در مواجهه با امین، اظهار اطاعت و بندگی کرد. مسیری طی نشده بود که سپاهیان طاهر از کمینگاه خویش خارج گشته و به سوی قایق، سنگ و تیر پرتاب کردند. در ادامه افرادی به زیر قایق رفته و آن را واژگون ساختند. یکی از یاران هرثمه او را نجات داد و امین نیز با شنا، خود را به کنار آب رساند. روایت است که پیش از اسارت امین، یکی از یارانش که احمد بن سلام نام داشت را اسیر کردند که پس از پرسش از او دربارهٔ امین، وی اظهار بی‌اطلاعی کرد. سرانجام امین اسیر گشت و توسط محمد بن حمید طاهری شناسایی گشته و این خبر به اطلاع طاهر رسید، که او نیز بلافاصله دستور قتل امین را به قریش دندانی، حاجب خویش، ابلاغ کرد. بدین ترتیب امین در اسارت کشته شد. بدن امین در باغ مونسه دفن گردیده و سرش به همراه فتح نامه‌ای توسط قاصدی به نزد مأمون در مرو، فرستاده شد.
این واقعه در شهر ربیع‌الاول سال ۱۹۸ هجری رخ داده، او در آن زمان ۲۸ سال سن داشت.
مورخان بسیاری در تحلیل این فتنه، خود امین را مقصر می‌دانند، چرا که برادرانش را از ولیعهدی خلع کرده، و پسر خویش، موسی را ولیعهد گرداند، این فتنه به نوبهٔ خود سبب شد از منزلت شهر بغداد که محل دانش‌آموزی و هنر و بازرگانی بود کاسته شود؛ و از جهت دیگر به سستی و نایکپارچگی مسلمانان انجامید.
وقتی امین به قتل رسید، عبدالله بن طاهر سر او را نزد مأمون فرستاد، و اوضاع ناآرام آن زمان را برای خلافت مأمون آماده کرده، و به شهرها و مراکز اسلامی نامه نوشته، و آنها را از کشته شدن امین آگاه ساخت.
مادر مأمون ایرانی بود و هواداران ایرانی وی از این‌رو او را خواهرزاده خود می‌نامیدند. آن‌گاه که سر خلیفه امین، مظهر بخش عربی خلافت، به خراسان بزرگ، نزد مأمون فرستاده شد بانگ برآمدن دوباره ایرانیان به صدا درآمد.